# Clonaria nairobensis
Clonaria nairobensis är en insektsart som först beskrevs av Bolívar 1919.  Clonaria nairobensis ingår i släktet Clonaria och familjen Diapheromeridae. Inga underarter finns listade i Catalogue of Life.